# Kondapur
Kondapur est une ancienne ville de l'Inde qui fait partie de nos jours de Hyderabad dans le Telangana.
La localité est un centre commercial et résidentiel de premier plan, en raison de sa proximité avec l'HITEC City d'Hyderabad. Elle est administrée sous le nom de quartier no 104 de la société municipale du Grand Hyderabad.